# Rákosmente
Rákosmente, o distretto XVII (in ungherese XVII. kerület) è un distretto di Budapest, creato il 1º gennaio 1950 incorporando nella città di Budapest quattro comuni prima indipendenti: Rákoskeresztúr, Rákoscsaba, Rákosliget, Rákoshegy.